# Craugastor lauraster
Espèce
Synonymes
- Eleutherodactylus lauraster Savage, McCranie & Espinal, 1996

Statut de conservation UICN

 LC  : Préoccupation mineure
Craugastor lauraster est une espèce d'amphibiens de la famille des Craugastoridae.

## Répartition
Cette espèce se rencontre de 40 à 1 200 m d'altitude dans l'est du Honduras et au Nicaragua.

## Description
Les mâles mesurent de 14,6 à 22,3 mm et les femelles de 16,8 à 17,2 mm.

## Étymologie
Cette espèce est nommée en l'honneur de Larry David Wilson.

## Publication originale
- Savage, McCranie & Espinal, 1996 : A new species of Eleutherodactylus from Honduras related to Eleutherodactylus bransfordii (Anura: Leptodactylidae). Proceedings of the Biological Society of Washington, vol. 109, no 2, p. 366-372 (texte intégral).